# Comberanche-et-Épeluche
Comberanche-et-Épeluche è un comune francese di 187 abitanti situato nel dipartimento della Dordogna nella regione della Nuova Aquitania.

## Società

### Evoluzione demografica
Abitanti censiti